# Gladiator (película de 1992)
Gladiator es una película estadounidense de 1992 del género deportivo dirigida por Rowdy Herrington y protagonizada por James Marshall, Cuba Gooding Jr.,  Brian Dennehy y Robert Loggia.

## Sinopsis
Tommy Riley (James Marshall) es un chico blanco de clase media que se traslada a la zona más dura de Chicago, en el sur. Allí comenzará a competir en un circuito de boxeo ilegal para ganarse la vida. Sin embargo, pronto descubrirá que allí las reglas del boxeo están para incumplirlas, y que en muchas ocasiones puedes no salir vivo el ring.
Por otro lado está Lincoln (Cuba Gooding Jr.), un boxeador negro que ve en el boxeo ilegal la única vía posible para escapar de su miserable vida. Lincoln y Tommy pronto se harán amigos, pero cuando son obligados a enfrentarse en un combate, dejarán a un lado esa floreciente amistad y se convertirán en enemigos incansables. 
Su único objetivo será vencerse el uno al otro, aunque para ello deban arriesgar su integridad e incluso sus vidas. 

## Reparto
- James Marshall como Tommy Riley.
- Cuba Gooding Jr. como Abraham Lincoln Haines.
- Robert Loggia como Pappy Jack.
- Jon Seda como Romano Essadro.
- Brian Dennehy como Jimmy Horn.
- Ossie Davis como Noah.
- T. E. Russell como Spits.
- Cara Buono como Dawn.
- John Heard como John Riley.